# Colpoptera maculifrons
Colpoptera maculifrons är en insektsart som beskrevs av Frederick Arthur Godfrey Muir 1924. Colpoptera maculifrons ingår i släktet Colpoptera och familjen sköldstritar. Inga underarter finns listade i Catalogue of Life.